# Модель ударного формирования Луны
Модель ударного формирования Луны (употребляется также термин «Модель мегаимпакта», «Гигантское столкновение» (от англ. Giant impact) и т. д.) — распространённая гипотеза формирования Луны. Согласно этой модели, Луна возникла в результате столкновения молодой Земли и объекта, по размерам сходного с Марсом. Этот гипотетический объект иногда называют Тейя в честь одной из сестёр-титанид, матери Гелиоса, Эос и Селены (луны).
В пользу этой гипотезы свидетельствуют бедность Луны летучими элементами, маленький размер её ядра из сернистого железа, соображения, связанные с моментом импульса системы Земля — Луна, образцы лунного грунта, указывающие на то, что поверхность Луны когда-то была расплавленной, а также свидетельства подобных столкновений в других звездных системах.
Однако осталось несколько вопросов, связанных с этой гипотезой, которые так и не получили объяснения. К их числу можно отнести: отсутствие в лунных образцах ожидаемого процентного содержания летучих элементов, окисей железа или сидерофильных элементов, а также отсутствие доказательств того, что Земля когда-то имела океаны магмы, подразумеваемые этой гипотезой.
Данные, полученные в рамках программы «Аполлон», согласно которым соотношение изотопов титана в лунных образцах совпадает с земным, требуют пересмотра существующих моделей формирования Луны с учётом изотопной однородности. На данный момент существует несколько модификаций теории столкновения, которые позволяют объяснить эту однородность. В частности, Тейя могла быть массивнее, чем считалось до сих пор, или Луна могла остывать дольше.
Впервые теорию гигантского столкновения выдвинули Уильям К. Хартманн и Дональд Р. Дэвис в 1975 году в статье, напечатанной в журнале «Icarus».

## Сценарий столкновения
Вскоре после своего формирования Земля столкнулась с протопланетой Тейя. Удар пришёлся не по центру, а под углом (почти по касательной). В результате ядра планет слились, а фрагменты их силикатных мантий были выброшены на околоземную орбиту. Из этих обломков собралась прото-Луна и начала обращаться по орбите с радиусом около 60 000 км.
Земля в результате удара получила резкий прирост скорости вращения (один оборот за 5 часов) и заметный наклон оси вращения. На ней должен был образоваться большой океан магмы. Несколько процентов массы Земли были выброшены за пределы системы Земля — Луна.
Помимо самого факта существования Луны, теория объясняет и дефицит в земной коре фельзических («светлых») и промежуточных пород, которых недостаточно для полного покрытия поверхности Земли. В результате мы имеем материки, состоящие из относительно лёгких фельзических пород, и океанские бассейны, состоящие из более тёмных и тяжёлых металлосодержащих пород. Такая разница в составе пород, при наличии воды позволяет функционировать системе тектонического движения литосферных плит, образующих земную кору.
Также предполагается, что наклон земной оси и само вращение Земли — результат именно этого столкновения.

## Датировка столкновения
По оценке Карстена Мюнкера и др. (2003), удар должен был произойти не менее 4,533 млрд лет назад, когда (по данным датирования методом 182Hf-182W) завершилось выделение земного ядра, и Луна должна быть младше Солнечной системы лишь на около 30 млн лет.
По оценке Уильяма Боттке и других (2015), основанной на изучении метеоритов, интерпретированных как фрагменты астероидов, сталкивавшихся с выбросами от этого удара, столкновение Земли с Тейей и образование Луны произошли около 4,47 млрд лет назад.
Согласно результатам Мелани Барбони и других (2017), основанным на уран-свинцовом датировании цирконов из лунных пород, Луна была дифференцированной и в основном затвердевшей уже 4,51 млрд лет назад, и из этого следует, что «гигантское столкновение» и формирование Луны произошли в первые 60 ± 10 млн лет существования Солнечной системы.

## Тейя
По мнению учёных, столкновение тела марсовых размеров с Землёй под таким углом, чтобы не разрушить планету, в сочетании с возникшим «удачным» углом наклона оси Земли (который обеспечивает смену времени года), плюс создание условий для мощной литосферной тектоники (которая обеспечивает воспроизводство «углеродного цикла»), — всё это может являться доводом в пользу малой вероятности возникновения жизни вообще, и, соответственно, крайне малой вероятности существования жизни в ближайших областях Вселенной. Эта гипотеза получила название «гипотеза уникальной Земли».
Однако в вышедшей в 2004 году статье Эдвард Белбруно и Ричард Готт предположили, что столкнувшаяся с Землёй гипотетическая протопланета Тейя могла сформироваться в одной из точек Лагранжа системы Земля-Солнце — L4 или L5, а затем перейти на беспорядочную орбиту, например в результате гравитационных возмущений со стороны других планет, и ударить Землю на более-менее низкой скорости.
Такой механизм существенно повышает вероятность встречи небесного тела с Землёй при требуемых параметрах столкновения.
Моделирование, проведённое в 2005 году доктором Робином Кэнапом, показало, что спутник Плутона Харон мог также образоваться около 4,5 миллиардов лет назад от столкновения Плутона с другим телом из пояса Койпера, диаметром от 1600 до 2000 км, которое ударило планету на скорости 1 км/с. Кэнап предполагает, что такой процесс формирования спутников планет мог быть обычным делом в молодой Солнечной системе. Такие планеты на нестабильных орбитах пропадают очень быстро после возникновения планетной системы, и вращение нынешних планет может объясняться этим механизмом.

## Критика
- Для объяснения дефицита железа на Луне приходится принимать допущение, что ко времени столкновения (4,5 млрд лет назад) и на Земле, и на Тейе уже произошла гравитационная дифференциация, то есть тяжёлое железное ядро опустилось под лёгкую силикатную мантию. Однозначных геологических подтверждений этому допущению не найдено.
- В результате столкновения Земля должна была разогреться до полного выкипания океанов и утраты значительной части воды.
- В 2004 году физик Николай Горькавый предложил общую модель формирования спутников космических тел в результате астероидных бомбардировок. Столкновения Земли с космическими телами размером от десятков до сотен километров забросили часть вещества земной мантии в космическое пространство, где из него образовалась Луна[13][14][15]. Гипотеза объясняет, откуда в лунном материале (и у полюсов Луны) вода — при ряде малых столкновений не возникало катастрофического нагрева планеты, она не теряла основную массу воды.